# فيليب توماس (لاعب كريكت)
فيليب توماس (17 أغسطس 1978 في المملكة المتحدة - ) (بالإنجليزية: Philip Thomas)‏ هو لاعب كريكت بريطاني. لعب مع Cheshire County Cricket Club ‏.

## وصلات خارجية
- فيليب توماس على موقع إي آس بي آن كريك إنفو (الإنجليزية)